# Turecko na Letních olympijských hrách 1948
Turecko se účastnilo Letní olympiády 1948 v Londýně. Zastupovalo ho 58 sportovců (57 mužů a 1 žena) v 7 sportech.

## Medailisté
| Medaile | Jméno          | Sport    | Soutěž                       |
| ------- | -------------- | -------- | ---------------------------- |
| Zlato   | Nasuh Akar     | Zápas    | muži, volný styl do 57 kg    |
| Zlato   | Gazanfer Bilge | Zápas    | muži, volný styl do 62 kg    |
| Zlato   | Celal Atik     | Zápas    | muži, volný styl do 67 kg    |
| Zlato   | Yaşar Doğu     | Zápas    | muži, volný styl do 73 kg    |
| Zlato   | Ahmet Kireççi  | Zápas    | muži, řecko-římský nad 87 kg |
| Zlato   | Mehmet Oktav   | Zápas    | muži, řecko-římský do 62 kg  |
| Stříbro | Halit Balamir  | Zápas    | muži, volný styl do 52 kg    |
| Stříbro | Adil Candemir  | Zápas    | muži, volný styl do 79 kg    |
| Stříbro | Kenan Olcay    | Zápas    | muži, řecko-římský do 52 kg  |
| Stříbro | Muhlis Tayfur  | Zápas    | muži, řecko-římský do 79 kg  |
| Bronz   | Halil Kaya     | Zápas    | muži, řecko-římský do 57 kg  |
| Bronz   | Ruhi Sarıalp   | Atletika | Muži trojskok                |